# Η-Aquàrids
Els η-Aquàrids o eta-Aquàrids són una pluja de meteors associats amb el cometa de Halley. La pluja és visible entre el 19 d'abril i el 28 de maig de cada any, amb una activitat màxima al voltant del 6 de maig. A diferència de la majoria de pluges de meteors, no hi ha un pic màxim d'activitat concentrat en un sol dia, sinó que la màxima activitat és d'aproximadament una setmana al voltant del 6 de maig. Els meteors que actualment s'observen durant la pluja van separar-se del cometa de Halley fa centenars d'anys, ja que l'òrbita actual del cometa de Halley no passa prou propera a la Terra per a ser una font de meteors.
Malgrat que aquesta pluja no és tant espectacular com per exemple els Leònids, no és un esdeveniment ordinari. Els η-Aquàrids reben el nom del seu radiant, situat a la constel·lació d'Aquari, prop d'una de les estrelles més brillant d'aquesta, η-Aquari. Els pics de la pluja arriben al voltant d'un meteor per minut; aquestes taxes màximes no solen veure's a les latituds del nord a conseqüència de la baixa altitud del radiant.
Els η-Aquàrids són més ben vists durant les hores prèvies a l'alba, lluny de les llums de la ciutat. Per als observadors de més al nord, el radiant de la pluja es troba una mica per sobre l'horitzó unes poques hores abans de l'alba. Les freqüències dels meteors augmenten conforme el radiant s'eleva abans de l'alba. El millor indret per a veure la pluja és prop de l'equador terrestre i fins a 30 graus de latitud sud.